# مرفد (يافع)

تعديل مصدري - تعديل

مرفد هي إحدى قرى عزلة لبعوس بمديرية يافع التابعة لمحافظة لحج، بلغ تعداد سكانها 1210 نسمة حسب تعداد اليمن لعام 2004.